# مشیت (مجموعه تلویزیونی)
مشیت (انگلیسی: Providence) یک سریال تلویزیونی درام پزشکی آمریکایی است که توسط جان مسیوس ساخته شده‌است و در شبکه تلویزیونی ان‌بی‌سی با بازی ملینا کاناکاریدیز پخش شد. این سریال از ۸ ژانویه ۱۹۹۹ تا ۲۰ دسامبر ۲۰۰۲ به مدت ۵ فصل و ۹۶ قسمت پخش شد.

## قسمت‌ها
| فصل | قسمت‌ها | قسمت‌ها | تاریخ اصلی روی آنتن رفتن | تاریخ اصلی روی آنتن رفتن | رتبه | میانگین بینندگان (در میلیون) |
| فصل | قسمت‌ها | قسمت‌ها | اولین بار                | آخرین بار                | رتبه | میانگین بینندگان (در میلیون) |
| --- | ------ | ------ | ------------------------ | ------------------------ | ---- | ---------------------------- |
| ۱   | ۱۷     | ۱۷     | ۸ ژانویه ۱۹۹۹            | ۲۱ مه ۱۹۹۹               | ۱۸   | 13.9                         |
| ۲   | ۲۳     | ۲۳     | ۲۴ سپتامبر ۱۹۹۹          | ۱۹ مه ۲۰۰۰               | ۲۵   | 13.14                        |
| ۳   | ۲۲     | ۲۲     | ۲۰ اکتبر ۲۰۰۰            | ۱۸ مه ۲۰۰۱               | ۴۳   | 11.5                         |
| ۴   | ۲۲     | ۲۲     | ۲۸ سپتامبر ۲۰۰۱          | ۱۰ مه ۲۰۰۲               | ۳۶   | 11.4                         |
| ۵   | ۱۲     | ۱۲     | ۴ اکتبر ۲۰۰۲             | ۲۰ دسامبر ۲۰۰۲           | ۳۹   | 10.9                         |